# Damalis neavei
Damalis neavei là một loài ruồi trong họ Asilidae. Damalis neavei được Londt miêu tả năm 1989. Loài này phân bố ở vùng nhiệt đới châu Phi.